# Euchromia paula
Euchromia paula là một loài bướm đêm thuộc phân họ Arctiinae, họ Erebidae.